# George Arnald

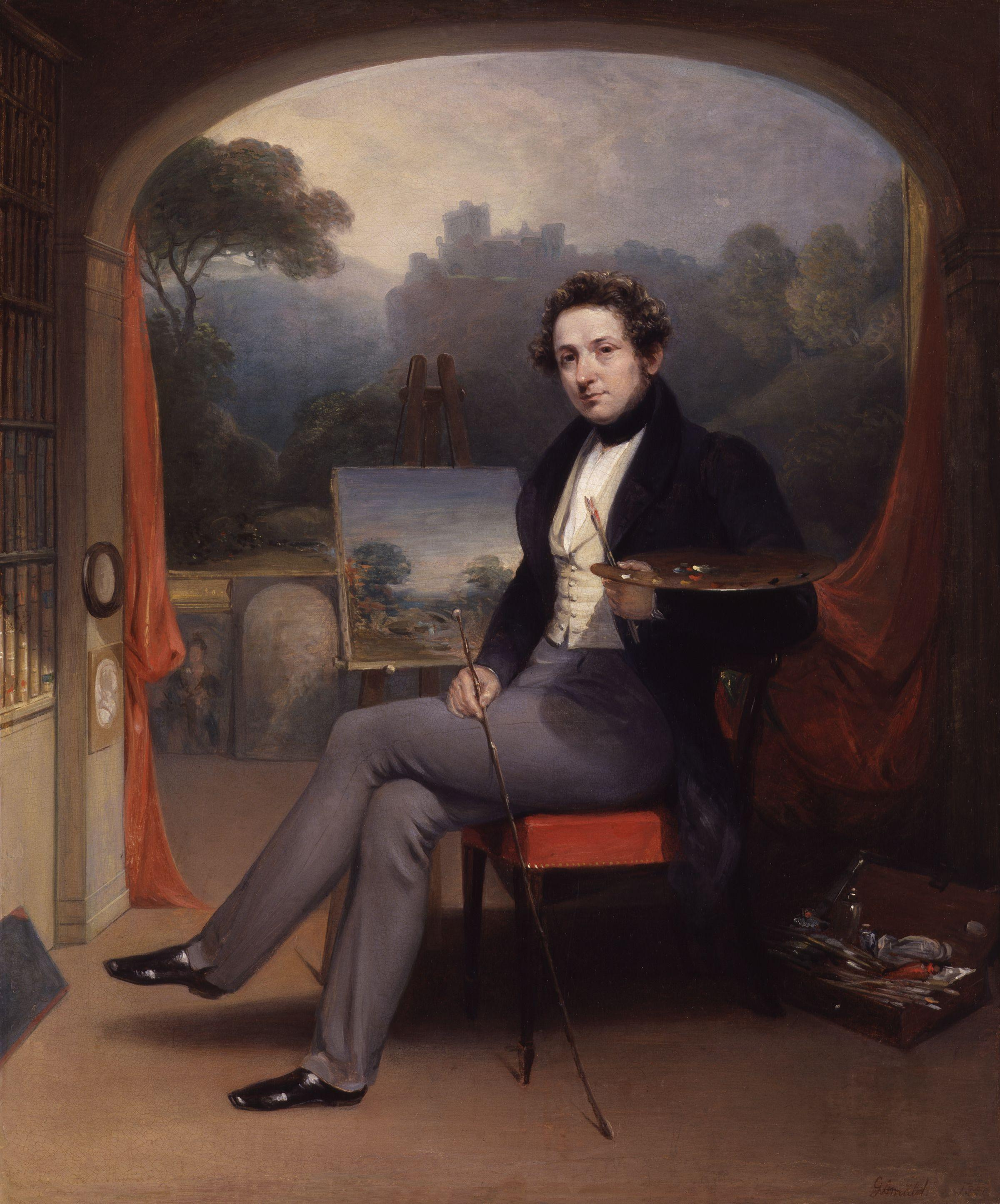
George Arnald, självporträtt.

George Arnald, född 1763, död den 21 november 1841, var en engelsk målare.
Arnald var medlem av Royal Academy, där han 1810 utställde en vy av London från Greenwich Park samt en målning av Pyramus och Thisbe. Följande år utställde han en komposition efter en beskrivning av Pæstum och en vy från Westmorland på morgonen. År 1812 utställde han bland annat en interiör av Howdens kyrka i Yorkshire med en begravning vid fackelsken och 1813 en målning som framställer hur vildsvinet, som dödat Adonis, bringas fram för Venus. Så fortfor han till 1820, då han reste på kontinenten och målade bland annat en serie vyer av floden Maas, graverade i mezzotinto efter hans teckningar samt försedda med text av konstnären.